# Saramură

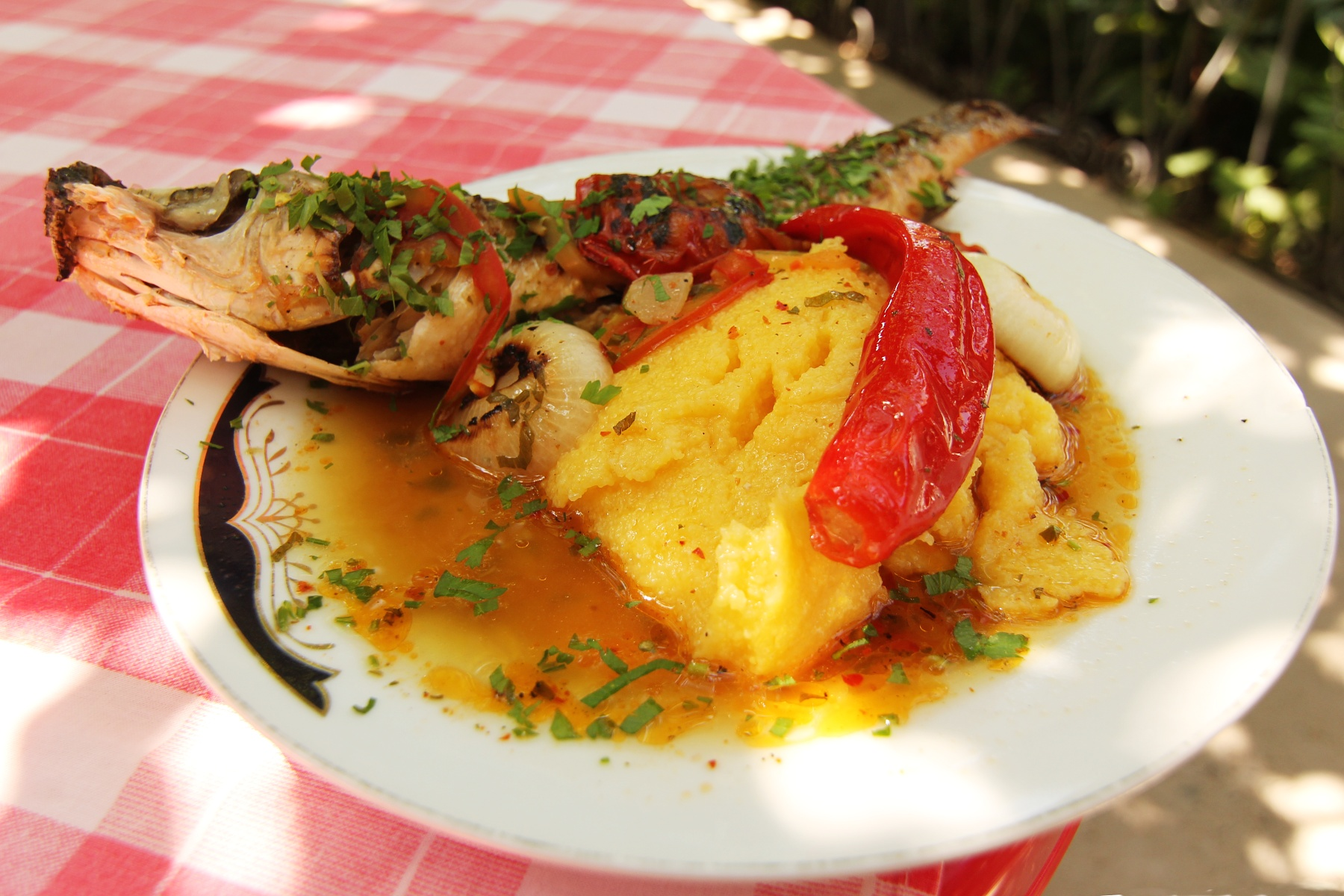
Saramură de mulet.

 Le saramură est un plat traditionnel roumain de la région de Dobrogée, à base de poissons, généralement de l'esturgeon, de l'alose pontique, du sandre ou de la carpe. C'est également le nom roumain de la saumure, procédé de conservation des aliments qui permet une consommation ultérieure.